# ماتسیندراسانا

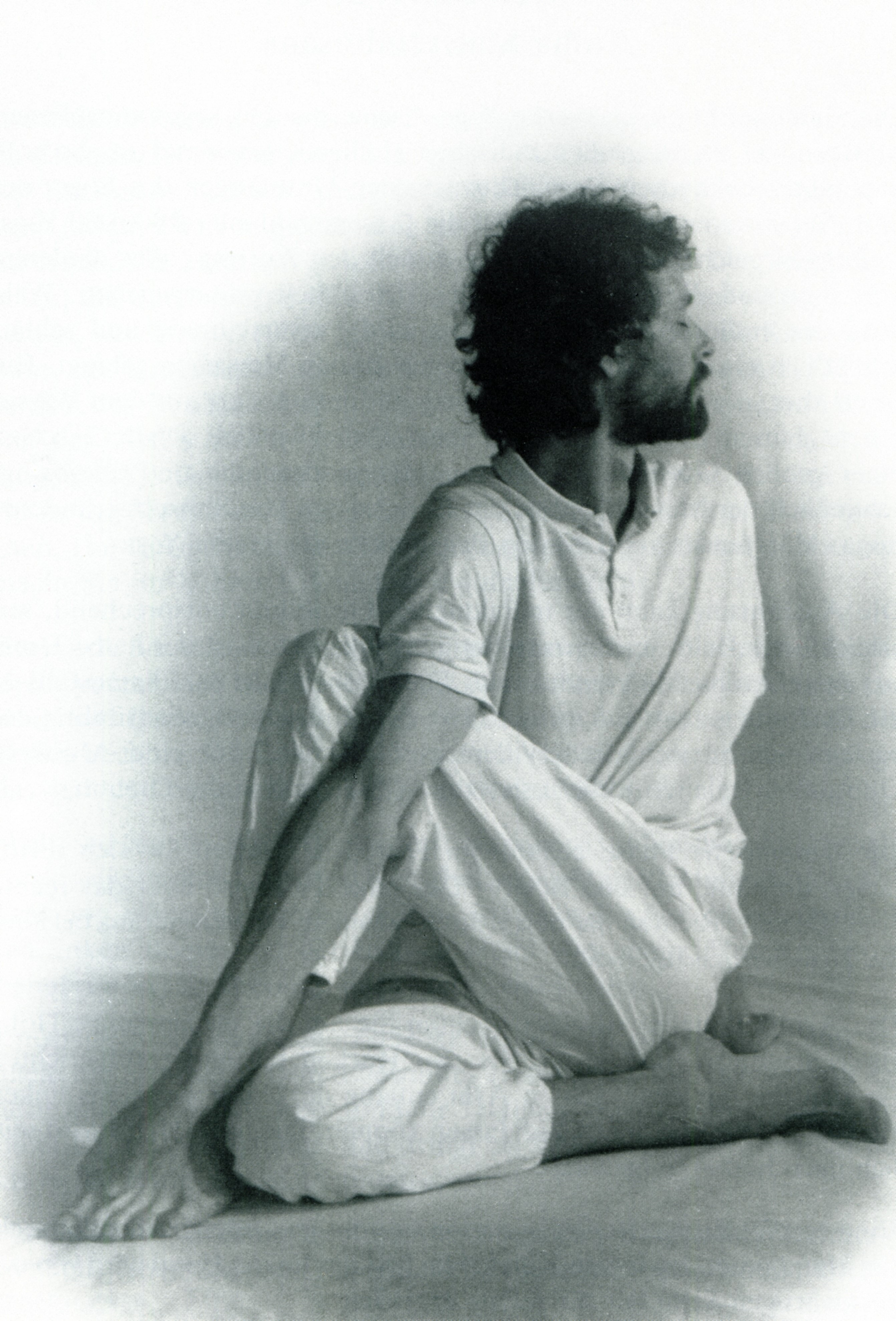
پیچش ستون فقرات

Matsyendrasana (سانسکریت: मत्स्येन्द्रासन ; IAST: Matsyendrāsana)، وضعیت پیچش ستون فقرات یا حالت، آسانای چرخشی نشسته در هاتا یوگا و یوگای مدرن به عنوان ورزش است. این نام از کلمات سانسکریت परिपूर्ण Paripurna، گرفته شده‌است. 
فرم کامل آن Paripurna Matsyendrasana دشوار می‌باشد. یک نوع رایج و ساده‌تر آن Ardha Matsyendrasana است.
این آسانا معمولاً به صورت پیچش ستون فقرات نشسته حالات زیادی دارد و یکی از دوازده آسانا اساسی در بسیاری از سیستم‌های هاتا یوگا است.

## شرح
پای راست در پایه ران چپ قرار می‌گیرد. پای چپ در کنار زانوی راست نگاه داشته می‌شود. با دست راست پای چپ را گرفته و دست چپ از پشت کمر عبور می‌کند. این پیچ بدن را حفظ می‌کند.